# 永谷天満宮
永谷天満宮（ながやてんまんぐう）は、神奈川県横浜市港南区上永谷にある神社（天満宮）。旧社格は村社。

## 祭神
- 菅原道真（すがわらのみちざね）

## 歴史
新編相模国風土記稿によれば、道真像は道真左遷に伴い播磨国へ流刑となった道真五男の菅秀才こと淳茂に与えられたもので、淳茂はのちに関東へ下向し、相模国鎌倉郡永谷郷に居館を構えて道真像を奉祀したといわれている。
1493年（明応2年）2月、道真像が時の永谷郷領主宅間上杉家の上杉乗国に霊夢となって現れ、これを畏れた乗国が社殿を造営し道真像を神体として安置したのが永谷天満宮の始まりとされる。
1582年（天正10年）に宅間上杉家の上杉規富により再建された。また別当寺院の貞昌院もこの際に建立された。

## 行事
- 1月25日：初天神
- 6月30日：大祓（夏越祓）
- 9月25日：例大祭 - 12年に一度の丑年に式年大祭を挙行し、道真像を開帳する。
- 12月25日：納天神
- 12月31日：大祓（年越祓）

## 文化財

### 道真公御自作の御木像
大宰府に左遷された道真が自身を鏡に映して自ら彫ったと伝わる高さ1寸8分（6cm弱）の道真像3体のうち1体を神体として安置する。他の2体のうち1体は道真の墓がある太宰府の安楽寺（廃仏毀釈による廃絶後は太宰府天満宮）、もう1体は出生地である河内国土師郷の先祖代々の菩提寺である道明寺（神仏分離後は道明寺天満宮）に安置されている。これらを「日本三躰天神」と称する。

## 現地情報
所在地
- 神奈川県横浜市港南区上永谷5-1-5

交通アクセス
- 最寄駅：横浜市営地下鉄（ブルーライン）上永谷駅下車、徒歩5分。
- 道路：横浜市環状2号線上永谷駅入口交差点付近

周辺
- 貞昌院（かつての別当寺で、菅原淳茂居館跡）[2]
- 横浜市営地下鉄上永谷車両基地
- 野庭神明社（野庭神社）
- 横浜市立港南図書館